# Tolnaftate
Tolnaftate (INN) là một thiocarbamate tổng hợp được sử dụng như một chất chống nấm có thể được bán mà không cần toa thuốc trong hầu hết các khu vực pháp lý. Nó được cung cấp dưới dạng kem, bột, thuốc xịt và bình xịt lỏng. Tolnaftate được sử dụng để điều trị các bệnh nấm như ngứa jock, chân của vận động viên và giun đũa.

## Cơ chế
Mặc dù cơ chế hoạt động chính xác không hoàn toàn được biết đến, nhưng nó được cho là có tác dụng ức chế squalene epoxidase, một enzyme quan trọng trong con đường sinh tổng hợp của ergosterol (thành phần chính của màng nấm) theo cách tương tự như allylamine.

## Công dụng
Tolnaftate đã được tìm thấy nói chung là ít hiệu quả hơn so với azole khi được sử dụng để điều trị bệnh nấm da bàn chân (chân của vận động viên). Tuy nhiên, nó rất hữu ích khi đối phó với giun đũa, đặc biệt là khi truyền từ vật nuôi sang người.